# 고쇼촌 (이와테현)
고쇼촌(御所村)은 1955년까지 이와테현 이와테군 남서부에 위치했던 촌이다. 현재의 시즈쿠이시정 니시아니와, 오슈쿠, 미나미하타 및 모리오카시 오슈쿠에 해당한다.

## 지리
- 시즈쿠이시강, 야비쓰강, 미나미강

## 연혁
- 1889년 4월 1일 - 정촌제 시행과 함께 - 미나미이와테군 고쇼촌이 성립하였다.
- 1896년 3월 29일 - 미나미이와테군, 기타이와테군과 합병해 이와테군 고쇼촌이 되었다.
- 1955년 4월 1일 - 시즈쿠이시정, 오묘진촌, 니시야마촌과 합병해 새로운 시즈쿠이시정이 되었다.

## 참고서적
- 『이와테현 정촌 합병지』(이와테현 총무부 지방과, 1957년)